# افسانه زلدا (بازی ویدئویی)
افسانهٔ زلدا (به انگلیسی: The Legend of Zelda) یک بازی ویدئویی در سبک اکشن ماجراجویی است که توسط نینتندو ساخته و منتشر شده است. بازی در سرزمین خیالی هایرول روایت می‌شود و داستان حول پسری جوان و اِلف مانند به نام لینک است که هدفش جمع‌آوری هشت تکه از سه نیروی خرد به منظور نجات پرنسس زلدا از دستان هماورد اصلی این سری یعنی گانون می‌باشد. تاکاشی تزوکا و شیگرو میاموتو کار طراحی این اثر را به عهده داشتند.
این اولین قسمت از مجموعه بازی‌های ویدئویی افسانه زلدا محسوب می‌شود که در فوریه ۱۹۸۷ به عنوان بازی زمان عرضه برای کنسول فامیلی کامپیوتر دیسک سیستم در کشور ژاپن منتشر شد. بیش از یک سال بعد، بازی در آمریکای شمالی و اروپا در قالب رام کارتریج برای سیستم سرگرمی نینتندو در دسترس قرار گرفت و این اولین بازی کنسول خانگی به‌شمار می‌رود که شامل یک باتری داخلی برای ذخیره داده‌های بازی بود. این نسخه بعدها در سال ۱۹۹۴ تحت عنوان فانتزی هایرول: افسانه زلدا ۱ در ژاپن منتشر شد. نسخه‌ای سازگار شده از این بازی به کنسول‌های گیم‌کیوب و گیم بوی ادونس منتقل شد و از طریق کنسول مجازی برای وی، نینتندو ۳دی‌اس و وی یو در دسترس قرار گرفت.
افسانهٔ زلدا یک موفقیت تجاری و انتقادی برای نینتندو بود. این بازی بیش از ۶.۵ میلیون نسخه فروخت، یک فرنچایز بزرگ را راه‌اندازی کرد و مرتباً در فهرست بهترین بازی‌های ویدیویی تمام دوران‌ها قرار گرفته است. دنباله‌ای برای این بازی تحت عنوان زلدا ۲: ماجراجویی لینک، در کمتر از یک سال پس از نسخه قبلی خودش در ژاپن برای فامیلی کامپیوتر دیسک سیستم منتشر شد.

## خلاصه داستان
داستان افسانه زلدا در دفترچه راهنما و همچنین در پیش‌درآمد کوتاهی که پس از صفحه عنوان نمایش داده می‌شود، اینگونه روایت می‌شود:
پادشاهی کوچک هایرول در آشوب فرو رفته است، زمانی که گانون، شاهزاده تاریکی، با ارتش خود به آنجا حمله کرده و قدرت تریفورس (یکی از اجزای یک اثر جادویی که به تنهایی توانایی بی‌نظیری می‌بخشد) را به سرقت می‌برد. پرنسس زلدا، برای جلوگیری از دستیابی او به تریفورس خرد، آن را به هشت قطعه تقسیم کرده و در سیاه‌چال‌های مخفی زیرزمینی پنهان می‌کند.
پیش از آنکه توسط گانون ربوده شود، زلدا به پرستارش ایمپا دستور می‌دهد تا فردی شجاع را برای نجات پادشاهی پیدا کند. ایمپا در حال گشت‌وگذار در سرزمین، توسط افراد گانون محاصره می‌شود که ناگهان پسر جوانی به نام لینک ظاهر شده و او را نجات می‌دهد. لینک با شنیدن درخواست ایمپا، تصمیم می‌گیرد زلدا را نجات دهد و برای جمع‌آوری قطعات پراکنده تریفورس خرد اقدام می‌کند، چرا که تنها با این اثر می‌توان گانون را شکست داد.